# Rue du Terris
La rue du Terris est une rue liégeoise qui va de la rue de Joie au carrefour de la rue Henri Koch et de la rue des Abeilles dans le quartier du Laveu. Cette rue a été créée le 9 mai 1879.

## Toponymie
Terris (Téris en wallon) désigne un amas de matières stériles qu'on accumule près d'un charbonnage. L'orthographe française est terril. L'expression terris, qu'on constate aussi dans le Hainaut, a une origine très ancienne au pays de Liège. Plusieurs documents vieux de trois siècles établissent que les terrisses étaient amoncelés en fortes quantités vers Bois d'Avroy et Bois l'Evêque.